# Двухфакторная теория эмоций
Двухфа́кторная тео́рия эмо́ций — социально-психологическая теория, рассматривающая эмоции как сочетания двух компонентов (факторов): физиологического возбуждения и когнитивной интерпретации этого возбуждения.
Двухфакторную теорию эмоций связывают с именем американского социального психолога Стенли Шехтера (1962), она гласит, что возникновение чувств можно представить как функцию физиологического возбуждения (количественный компонент эмоции) и «соответствующей» интерпретации этого возбуждения (качественный компонент). Согласно теории, «продукты процесса познания используются для интерпретации значения физиологических реакций на внешние события».
Несмотря на тот факт, что уже в 1924 году была напечатана «Двухкомпонентная теория эмоции» Грегория Маранона, а после этого еще до Шехтера были опубликованы подобные модели возникновения эмоций, например, Расселя (1927) и Даффи (1941), именно теория Шехтера оказала огромное влияние на психологию последующих 20 лет в силу того, что была основана на экспериментальных проектах (что служит и как доказательство каузальной атрибуции), и тем самым снова и снова подталкивала к попыткам проведения полного повторного исследования.

## Исследования Шехтера и Сингера
Стэнли Шехтер и Джером Сингер сообщили испытуемым, что целью данного эксперимента является проверка воздействия витаминного комплекса «Супроксин» (Supproxin) на зрение. 3/4 добровольцев (при этом только один из 185 участников отказался) получили инъекцию адреналина (другое название «эпинефрин»), а оставшаяся четверть — раствор поваренной соли (контрольное условие — плацебо-группа). Испытуемые, которым ввели адреналин, получили разного рода информацию о возможных эффектах «Супроксина»: верную (о действии адреналина — учащенное сердцебиение, дрожь, увеличение кровотока и т. п.), ложную (зуд, тупая головная боль, онемение ног), либо вообще ничего не знали. После инъекции участников проводили в отдельную комнату выполнить «тесты для проверки зрения» и просили ответить на вопросы анкеты. Там они встречались с еще одним испытуемым, который на самом деле был помощником руководителя эксперимента, наблюдающего за всем происходящим через одностороннее зеркало. Псевдоиспытуемый либо нарочно сердился, либо находился в состоянии радостного возбуждения с целью определить, в какой степени такое поведение влияет на восприятие испытуемого. В дополнение к этому вопросы в анкете были составлены таким образом, чтобы намеренно разгневать участника. Например, спрашивалось о количестве добрачных сексуальных партнеров матери. Помощник экспериментатора при условии «гнева» вел себя особенно раздраженно прежде всего из-за этих вопросов.
Таким образом, психологическая гипотеза Шехтера и Сингера гласила, что испытуемые с неверными данными и вовсе ими не обладающие будут интерпретировать своё возбуждение в зависимости от поведения помощника в комнате. Участники с верной информацией и плацебо-группа не должны демонстрировать никаких существенных отклонений, так как они могут правильно объяснить свое возбуждение.
«Измерялись» эмоции:
- когда испытуемый находился в комнате с помощником экспериментатора, путём наблюдения за ними через одностороннее зеркало и анализа их поведения и
- когда участникам после эксперимента выдавали анкету, в которой они должны были указать, как они себя эмоционально чувствовали в разные моменты исследования (прежде всего во время ожидания вместе с помощником экспериментатора).

Результаты выявили значительные  различия между дезинформированными/неинформированными испытуемыми и информированными/плацебо-группой. Испытуемые, которых ввели в заблуждение или которые легко поверили в эффекты от инъекции, вели себя подобно помощнику. Испытуемые, которые знали, чего следует ожидать, не подражали в своих эмоциях помощнику экспериментатора.
Таким образом, гипотезу подтверждают различия между верно информированными и дезинформированными/неинформированными испытуемыми. Других существенных различий, как и предполагалось, между верно информированными и плацебо-группой не было выявлено. 

## Построение эксперимента
- Условия эксперимента: Испытуемому делали инъекцию адреналина (под предлогом, что это был витаминный раствор)
  - Проинформированная группа: Испытуемому рассказали о реальных побочных эффектах
    - Условие эйфории: Веселый помощник руководителя эксперимента
    - Условие гнева: Раздраженный помощник руководителя эксперимента

  - Непроинформированная группа: Испытуемому рассказали, что побочных эффектов нет
    - Условие эйфории: Веселый помощник руководителя эксперимента
    - Условие гнева: Раздраженный помощник руководителя эксперимента

  - Дезинформированная группа: Испытуемому рассказали о неверных побочных эффектах
    - Условие эйфории: Веселый помощник руководителя эксперимента
    - Условие гнева: Раздраженный помощник руководителя эксперимента

  - Контрольная группа (плацебо): Испытуемому ввели соляной раствор
    - Условие эйфории: Веселый помощник руководителя эксперимента
    - Условие гнева: Раздраженный помощник руководителя эксперимента

## Выводы исследования
Из выводов своей теории Шехтер и Сингер сформулировали 3 тезиса:
1. Если у индивида нет объяснения состоянию возбуждения, он будет объяснять его посредством доступной ему информации о ситуации.
2. Если у индивида есть подходящее объяснение состоянию возбуждения, альтернативные объяснения маловероятны.
3. В одинаковых «когнитивных обстоятельствах» индивид будет отвечать эмоциональному опыту в той мере, насколько он физически возбужден.

## Эксперимент «Высокий мост»
Социальные психологи А.Арон и Д. Даттон воспользовались естественной обстановкой, чтобы вызвать физическое возбуждение в ходе своего теста, основанном на «Двухфакторной теории эмоций». В этом эксперименте молодая привлекательная женщина-экспериментатор просила мужчин-прохожих заполнить небольшой опросник. Она останавливала потенциальных испытуемых в конце моста и на самом мосту. Это был подвесной мост Капилано, узкий пешеходный мост, пересекающий глубокий овраг. По условиям обзорного интервью, экспериментатор оставляла испытуемым свой номер телефона на случай, если у них возникнут дальнейшие вопросы. Зависимой переменной в этом эксперименте было количество телефонных звонков, полученных от испытуемых после интервью.
Мужчин-участников попросили встретить интервьюера на середине одного из двух мостов. Один из них выглядел надежно, а другой опаснее. Привлекательная женщина-исследователь беседовала с проходящими мимо мужчинами на середине двух мостов. Она давала свой номер телефона на случай, если кто-нибудь пожелает узнать результат. Мужчины на менее надежном мосту были более возбуждены из-за высоты моста, но они вероятнее всего объясняли это чувство влечением к этой женщине. Многие из них перезванивали и предлагали встретиться.

## Критика
Впоследствии исследование Шехтера-Сингера все чаще систематически подвергалось критике, что дало повод для целого ряда последующих экспериментов (преимущественно по каузальной атрибуции) и полных повторных исследований (в том числе Маршала и Филиппа Зимбардо, Валинса), которые тем не менее даже все вместе не смогли воспроизвести результаты, полученные в исследовании Шехтера—Сингера, более того чаще приводили испытуемых в плохое настроение не зависимо от того, был ли помощник радостным или злым.
Таким образом, можно сделать вывод, что физическое возбуждение можно причинно объяснить не любой эмоцией (ср. критика Вальтера Кеннона на теорию Джеймса—Ланге (теория Кеннона—Барта)). По мнению Акса, Виртса и Робертса, у эмоций, о которых мы думали, что они могут быть физиологически похожими, такие как злость и страх, возбуждение возникает по разным моделям).
Тем не менее Двухфакторная теория внесла важный вклад в психологию эмоций, даже если тезис о том, что для возникновения эмоции достаточно физиологического возбуждения, больше не может оставаться в силе. Она предоставила модели объяснения в том числе для приступов паники; и побудила ученых ориентироваться на когнитивно-физиологическую парадигму исследования.
В 1966 году психолог Стюарт Валинс модифицировал Двухфакторную теорию эмоций. Он провел исследование об ощущении осознаваемых физиологических изменений при актуализации эмоциональной реакции (известном как эффект Валинса).